# Nàiade auriculada
La nàiade auriculada (Margaritifera auricularia) és una espècie de mol·lusc bivalve d'aigua dolça de la família dels margaritifèrids. Es troba a França i la península Ibèrica (riu Ebre) i s'extingiren a Bèlgica, Txèquia, Alemanya, Itàlia, Luxemburg, els Països Baixos i el Regne Unit.
Fa 70-90 × 110-180 × 30-50 (alçada) mm. Té una petxina de color negre o marró fosc, molt sòlida i que pot pesar fins a 0,6 kg. El marge inferior és còncau. Durant la fase larvària esdevé un paràsit en l'epiteli de certes espècies de peixos com ara la bavosa de riu, la gambúsia, l'esturió siberià, Acipenser naccarii i l'esturió comú. Té una esperança de vida de cinquanta a vuitanta anys, tot i que n'hi ha exemplars que poden assolir els cent anys.
Viu als grans rius, generalment mig colgat al fons.
Es va extingir del riu Tàmesi fa 4.000-5.000 anys, del Rin després de l'any 1500 i gairebé de tots els grans rius de França després de 1900. Les poblacions ibèriques es troben amenaçades per la destrucció del seu hàbitat natural i per la proliferació d'una espècie invasora, la Sinanodonta woodiana.